# Cylindrocarpon congoense
Cylindrocarpon congoense är en svampart som beskrevs av J.A. Mey. 1958. Cylindrocarpon congoense ingår i släktet Cylindrocarpon och familjen Nectriaceae.   Inga underarter finns listade i Catalogue of Life.